# バタンガス湾
バタンガス湾はフィリピンのルソン島バタンガス州にある湾。ベルデ島水路につながり、西にはカルンパン半島を挟んでバラヤン湾がある。
面積はおよそ220平方キロメートル、海岸の長さは約92kmである。最も深い場所は入り口付近にあり、深さ466mである。バタンガス、マビニ、バウアン、サン・パスクアルおよびマリカバン島のティンロイが湾に面している。